# Гаттштедтермарш
Гаттштедтермарш (нім. Hattstedtermarsch) — громада в Німеччині, розташована в землі Шлезвіг-Гольштейн. Входить до складу району Північна Фризія. Складова частина об'єднання громад Нордзе-Трене.
Площа — 35,26 км2. Населення становить 271 ос. (станом на 31 грудня 2020).

## Галерея

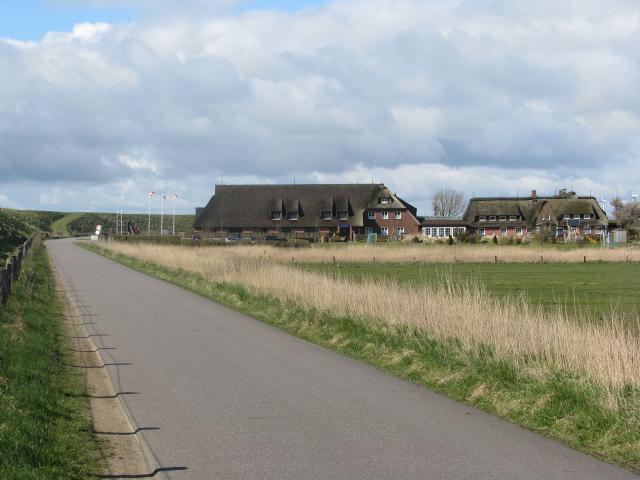